# Guy I de Spoleto
Guy I (n. anii 820 d.Hr.) a fost duce de Spoleto începând din 842.

## Biografie
Guy era fiul fostului duce de Spoleto Lambert I de Nantes cu Adelaida de Lombardia, fiica cea mare a lui Pepin de Italia. El s-a aflat alături de tatăl său în 834 anturajul lui Lothar I, viitorul împărat. După ce împăratul Ludovic Piosul a murit, Guy a primit posesia asupra abației de Mettlach din Lotharingia în 840.
Guy s-a căsătorit cu Itta (sau Ita, Itana), fiica ducelui longobard Sico de Benevento. Fiii lor au fost Lambert și Guy, amândoi viitori duci de Spoleto. În 843, Guy a intervenit în războiul civil din Ducatul de Benevento, de partea cumnatului său, Siconulf, care va deveni primul principe de Salerno.
Guy a acționat în câteva rânduri ca arbitru în diverse dispute, pretinzând pentru aceasta sume mari de bani, însă până la urmă Ludovic al II-lea, succesorul lui Lothar I, a reușit să pună capăt perioadei de instabilitate, impunându-se ca împărat din 850.
Între timp, în 846, Guy a reușit de unul singur să îi stăvilească pe sarazini și să îi alunge din Latium, după ce aceștia prădaseră Roma și chiar Bazilica Sfântul Petru din Roma.
În anul 858, el l-a sprijinit pe Ademar de Salerno împotriva contelui de Capua, Lando I și, prin intervenția sa, a fost securizată valea râului Liri, odată cu cucerirea de la Landenulf de Teano, fratele contelui de Capua care tocmai fusese înfrânt, a localităților Sora și Arpino.